# Zaklopača (Chorwacja)
Zaklopača – wieś w Chorwacji, w żupanii licko-seńskiej, w gminie Plitvička Jezera. W 2011 roku liczyła 5 mieszkańców.